# Iwana
Iwana, właśc. Wanja Todorowa Kałudowa (bułg. Ваня Тодорова Калудова; ur. 31 stycznia 1969 w Ajtosie) – bułgarska piosenkarka czałgowa i folkowa oraz osobowość telewizyjna.

## Życiorys
Wanja Todorowa Kałudowa urodziła się 31 stycznia 1969 roku w Ajtosie. Jest jedyną córką Kiny Kałudowej i Todora Kałudowa. W 1993 roku Iwana urodziła córkę Teodorę. Następnie ukończyła studia w Akademii Handlowej w Swisztowie. Pochodzi z muzykalnej rodziny. Jej ojciec jest akordeonistą, babcia była piosenkarką. Wraz ze Stojaną i Rumenem utworzyła swój pierwszy zespół Prima +. Grała na instrumentach klawiszowych i syntezatorze.

## Kariera
Jej talent został zauważony przez Mitko Dimitrowa, kierownika wytwórni Payner Music, z którą 14 sierpnia 1999 roku podpisała umowę. Pierwszą jej solową piosenką był Idol. Drugim utworem był Dyrwo bez koren w duecie z Kosta Markowem, trzecim, wydanym w 2000 roku, 100 patrona. Za tę piosenkę otrzymała pierwszą nagrodę Trakija Fołk za folk-popowy utwór. Pod tym samym tytułem ukazał się jej pierwszy album.
Już w 2001 roku wydała kolejne cztery piosenki do tego albumu, a są nimi Wik, Umoreni i studeni, Myż li e oraz remix 100 patrona. Po ukazaniu się debiutanckiego albumu, wykonała teledysk w duecie z Desi Sławą Żadni za ljubow oraz teledyski solo Żenite znajat kak i Smukacza. Pod koniec roku pojawił się jej drugi album Iwana live, którego pierwszą piosenką była Greszna noszt.
Na początku 2002 roku wyszły clipy piosenek Posledna weczer i Strach mi e. Potem została wyróżniona nagrodą Piosenkarki Roku na ceremonii czasopisma Now Fołk. Latem 2002 roku Iwana przedstawiła szybką piosenkę Paławnik, a jesienią pojawiły się teledyski do Skitam se i Ot izwora.
Pierwszą piosenką w 2003 roku był utwór Mirisze na ljubow. Pod tą samą nazwą ukazał się trzeci album piosenkarki, który pojawił się latem tego samego roku. W międzyczasie Iwana zrealizowała kolejne teledyski do: K'yw si ti be, Bezumna cena i Szampansko i syłzi – ogłoszona hitem dziesięciolecia. Na festiwalu Trakija Fołk zdobyła kolejne nagrody. Pod koniec 2003 roku ukazał się następny teledysk Stara istorija, a także, choć już bez teledysków, Ubiec na ljubow i W rycete ti. Jesienią 2003 roku Iwana wydała album Bez granici z jedenastoma piosenkami.
Z początkiem 2004 roku na Planeta TV zdobyła nagrodę pod tytułem Piosenkarka roku. Trochę później pojawiła się ostatnia piosenka z albumu Mirisze na ljubow Ti i toj. W ciągu lata wyszły kolejne hity z teledyskami Oswobodete dancinga, Kato na 17 i Striptijz. Jesienią 2004 roku Iwana wydała piąty album Njama spirane, który został obwieszczony albumem dziesięciolecia. Pierwszy teledysk do piosenki z tego albumu zrealizowano do Neszto neTipiczno.
Wiosną 2005 roku pojawiły się kolejne dwa teledyski do albumu Njama smirene: Ne e wasza rabota i Ach, tezi pari. Latem Iwana została przedstawiona w filmie Payneru. W lipcu i sierpniu pojawiły się piosenki Doza ljubow, Nie sme nomer 1 i Wreme za myże. Następnie Iwana wystąpiła na koncercie w pięciu bułgarskich miastach wraz ze serbską piosenkarką Idirą Radicz. W grudniu wydała szósty album Doza ljubow. Do końca 2005 roku przedstawiła piosenkę z tego albumu Parfjum.
W pierwszych miesiącach 2006 roku Iwana nagrała dwa teledyski Połużiwa i Żiwotyt prodyłżawa. Latem 2006 roku wystąpiła na kolejnych koncertach. Potem ukazały się jej kolejne teledyski: Sedem dni, Towa e parczeto, Dyżd ot rozi i Prażnik wseki den. Zimą 2006 roku wydała siódmy album Prażnik wseki den.
W styczniu 2007 roku powstał wideoklip Naj-dobrata. 22 lutego 2007 roku Iwana na rozdaniach nagród Planeta TV została laureatką w kategorii „Mega Gwiazda”. Wiosną 2007 roku pojawiły się teledyski Rezerwe, 100 żiwota i Dobra sreszta, prijateli. Latem Iwana wystąpiła na licznych koncertach Turne Pyneru. Letnimi singlami 2007 roku były Adres Ljubow i Derbi. Jesienią pojawiła się kompilacja Hit Collection – mp3. Pod koniec tego samego roku powstały teledyski Parti miks 2 i Wyrżi oczite mi.
W lutym 2008 roku wydała ósmy album Bljasyk w oczite. Piosenkami tego albumu były dynamiczna Ti si naj-naj i ballada Az sym s Teb, Ne me boli, Ne iskam da znaesz oraz Bljasyk w oczite. 30 kwietnia 2008 roku Iwana zrealizowała koncert w Płowdiwie. Jesienią wyruszyła w trasę koncertową do Stanów Zjednoczonych, gdzie zorganizowała Ivana Live Tour USA 2008. Później powstał klip Pij edno.
W styczniu 2009 roku Iwana przedstawiła balladę i teledysk do niej Kryw mi kape ot syrceto. Wiosną powstał teledysk The Man, a latem Trygwam s tebe i Nedej oraz jej remix. Jesienią Iwana zrobiła remake piosenki Mig kato wecznost.
7 stycznia 2010 roku wydała dwie kompilacje 10 godini ljubow i Pak ljubow. Parę tygodni później odbyła trasę koncertową po klubach. 23 lutego 2010 roku Iwana została nagrodzona statusem Piosenkarki dziewięciolecia. Wiosną powstała kolejna ballada Padni na kolene, a latem trzy kolejne piosenki Ulicznik, Dusz ili naprawo i Unikałna.
27 stycznia 2011 roku powstał teledysk do Po djawolite raja, 3 kwietnia do Ało, dewojkite. Latem 2011 roku Iwana została jurorem The Voice of Bulgaria. Wraz z innym jurorem Georgim Miłczewem-Godżim nagrała piosenkę Toczka 18. 25 września wyszedł teledysk Złaten, kręcony w miejscowości wypoczynkowej Elenite.
11 marca 2012 roku powstał teledysk do Ostawi me, natomiast 11 czerwca tego samego roku ukazał się do Wtoroto hubawo – kluczowej piosenki dziewiątego albumu Objasnenija ne dawam. 27 września powstał teledysk do albumu Nadujte muzikata, w którym przedstawiono wiele miast bułgarskich. 28 listopada 2012 roku powstał następny teledysk do albumu Cjał żiwot.
7 stycznia 2013 roku powstała oficjalna strona internetowa Iwany. 6 maja 2013 roku ukazał się folkowy teledysk do Ne dawam da se dawame. 10 czerwca 2013 roku powstał kolejny teledysk do piosenki ostatniego albumu Nazdrawe. 13 sierpnia ukazał się wideoklip do Magjosnica.
W swojej karierze Iwana koncertowała w Austrii, Belgii, na Cyprze, we Francji, w Grecji, Holandii, Jordanii, Kanadzie, Macedonii, Stanach Zjednoczonych, Turcji, Wielkiej Brytanii oraz we Włoszech.

## Dyskografia

### Albumy studyjne[2]
- 2000: 100 patrona
- 2001: Iwana live
- 2003: Bez granici
- 2003: Mirisze na ljubow
- 2004: Njama spirane
- 2005: Doza ljubow
- 2006: Praznik wseki den
- 2008: Bljasyk w oczite
- 2012: Objasnenija ne dawam
- 2015: Ne dawam da se dawame

## Nagrody i wyróżnienia
| Rok  | Kategoria                                              | Organizator   |
| ---- | ------------------------------------------------------ | ------------- |
| 2000 | Najlepsze wykonanie (Wik)                              | Trakija Fołk  |
| 2000 | Debiut roku                                            | Now Fołk      |
| 2001 | Wokalistka Roku                                        | Now Fołk      |
| 2002 | Najlepsze wykonanie na żywo                            | Now Fołk      |
| 2002 | Najlepszy progresywny clip (Greszna noszt)             | Planeta TV    |
| 2003 | Najlepsze wykonanie (Bezumna cena)                     | Trakija Fołk  |
| 2003 | Najlepsze wykonanie (Bezumna cena)                     | Trakija Fołk  |
| 2003 | Najlepsze kreatywne odpowiedzi w nagłych sytuacjach    | Trakija Fołk  |
| 2003 | Najlepsze wykonanie na żywo                            | Now Fołk      |
| 2003 | Połączenie folku autentycznego z modernistycznym       | Now Fołk      |
| 2003 | Najlepsza piosenka roku (K'yw si te)                   | Now Fołk      |
| 2003 | Najlepsza operatorka praca w teledysku (Bezumna cena)  | Planeta TV    |
| 2003 | Wokalistka Roku                                        | Planeta TV    |
| 2004 | Połączenie folku autentycznego z modernistycznym       | Now Fołk      |
| 2004 | Dzwonek roku (Kato na 17)                              | Now Fołk      |
| 2004 | Wokalistka Roku                                        | Now Fołk      |
| 2004 | Teledysk z najlepszym scenariuszem (Neszto neTipiczna) | Planeta TV    |
| 2004 | Piosenka roku (Kato na 17)                             | Planeta TV    |
| 2004 | Wokalistka Roku                                        | Planeta TV    |
| 2005 | Najlepsze wykonanie na żywo                            | Now Fołk      |
| 2005 | Wokalistka Roku                                        | Now Fołk      |
| 2005 | Gwiazda Roku                                           | Koj           |
| 2005 | Gwiazda Roku                                           | Bljasyk       |
| 2005 | Album roku (Njama spirane)                             | Planeta TV    |
| 2005 | Wokalistka Roku                                        | Planeta TV    |
| 2006 | Oryginalna osobowość                                   | Now Fołk      |
| 2006 | Najlepsze spełnienie na żywo                           | Now Fołk      |
| 2006 | Całokształt                                            | Now Fołk      |
| 2006 | Album roku (Doza ljubow)                               | Planeta TV    |
| 2006 | Mega Gwiazda Planety TV                                | Planeta TV    |
| 2007 | Album roku (Praznik wseki den)                         | Planeta TV    |
| 2007 | Album dziesięciolecia (Njama spirane)                  | Now Fołk      |
| 2007 | Honorowy obywatel Ajtosu                               | Ajtos         |
| 2008 | Całokształt                                            | Now Fołk      |
| 2008 | Najlepsze innowacje w teledysku (Wsiczko e ljubow)     | Planeta TV    |
| 2008 | Dzwonek roku (Az sym s teb)                            | Planeta TV    |
| 2009 | Wokalistka Dziesięciolecia                             | Planeta TV    |
| 2009 | Teledysk roku (Mig kato wecznost)                      | Live Magazine |
| 2010 | Złoty hit Payner Music (Szampansko i syłzi)            | Payner Music  |
| 2011 | Medialna osobowość                                     | Planeta TV    |